# Artisanat traditionnel du cuivre au Mexique

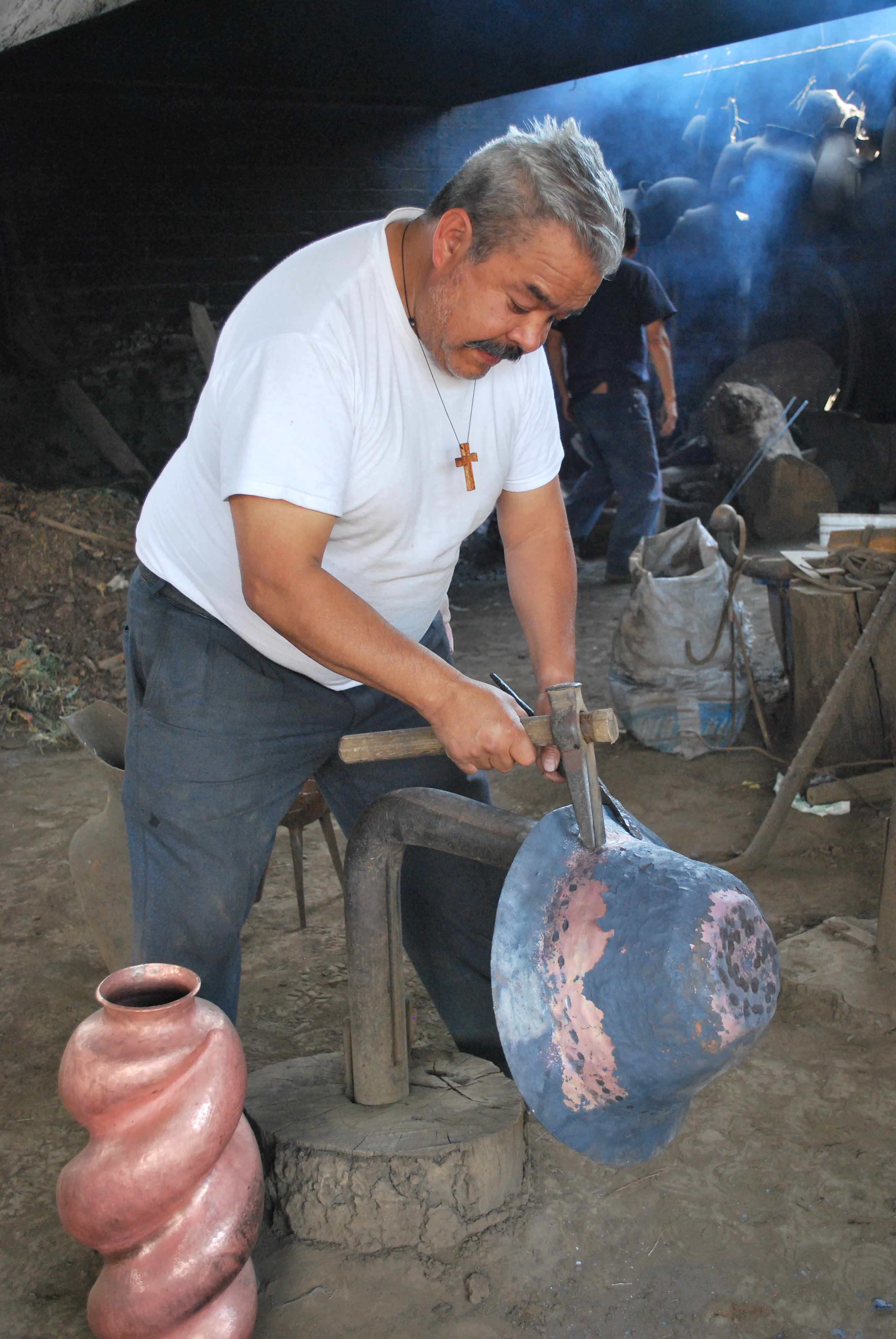
L'artisan Abdón Punzo Ángel travaille sur une pièce dans son atelier de Santa Clara del Cobre.

L'artisanat traditionnel du cuivre au Mexique remonte à la période préhispanique, essentiellement limitée à l'ancien empire Purépecha, dans les actuels états de Michoacán et de Jalisco. La raison en est que c'est le seul endroit où du cuivre peut être trouvé à la surface. Après la conquête espagnole de l'empire aztèque, les Espagnols prennent le contrôle de la production de cuivre, introduisant des techniques européennes mais nécessitant encore une main-d'œuvre autochtone. Le travail du cuivre, comme d'autres métiers, est principalement organisé à Michoacán sous Vasco de Quiroga. On ne sait pas quand la ville de Santa Clara del Cobre commence à se spécialiser dans la production d’articles en cuivre, mais elle est bien établie au milieu du XVIIIe siècle. L'extraction du cuivre reste centrée sur le Michoacán pendant la période coloniale, mais l'essentiel de la production est abandonné au XIXe siècle. Après la révolution mexicaine, les forgerons de Santa Clara se contentent de travailler avec de la ferraille, fabriquant des pots, des assiettes, des casseroles et d’autres récipients. Aujourd'hui, le village abrite des centaines de forgerons, qui travaillent de manière peu différente de celle de la période coloniale, et accueille chaque année la Feria del Cobre (foire du cuivre) en août.

## Période préhispanique

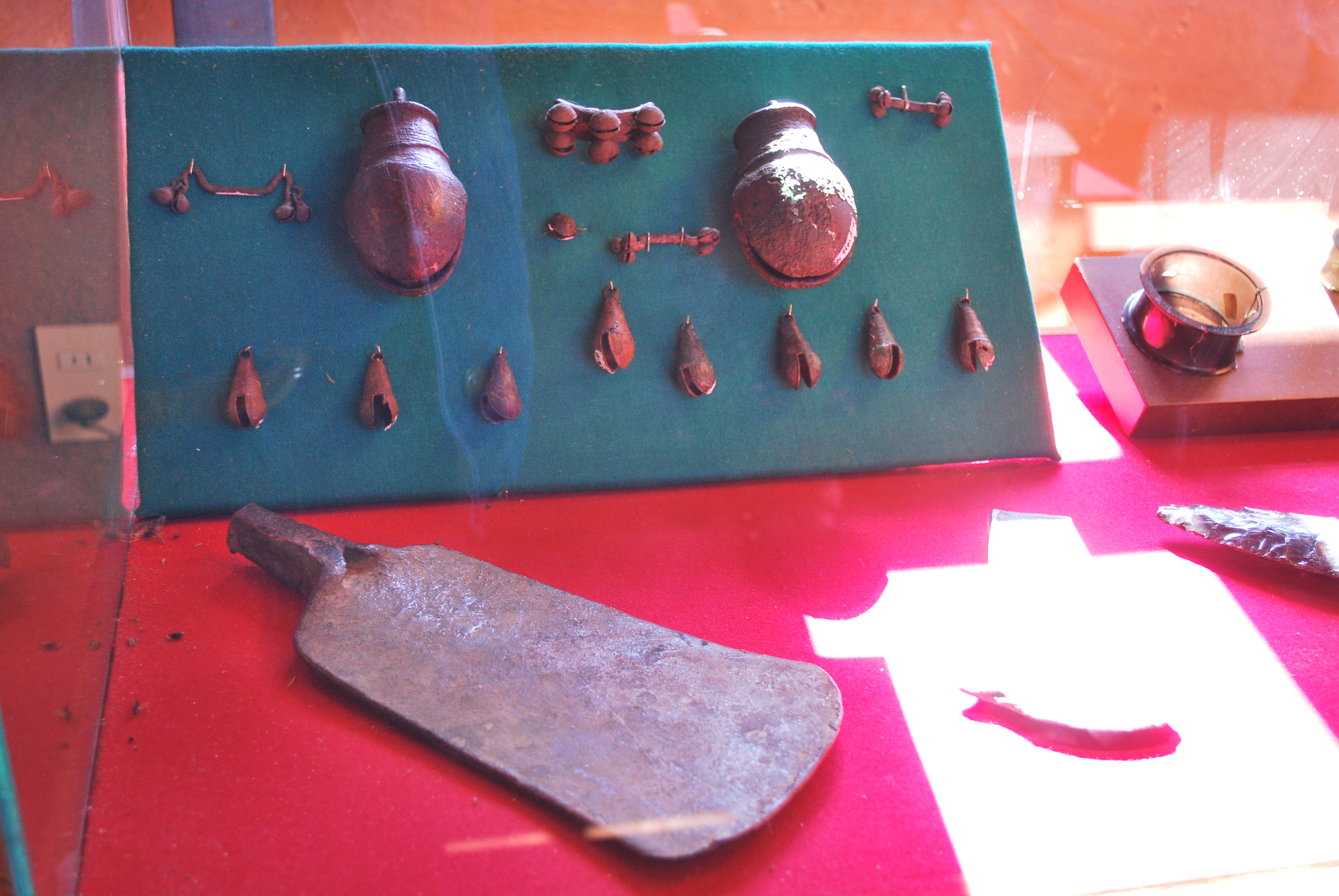
Cloches en bronze et outils au musée du site de Tzintzuntzan.

Le travail du cuivre est pratiqué dans le centre du Mexique depuis la période préhispanique. Cependant, ce n'est pas la première région des Amériques à commencer à travailler avec ce métal. Les premières preuves de travail du cuivre se trouvent dans ce qui est maintenant le Midwest des États-Unis, car le métal y est trouvé assez facilement à la surface sans exploitation minière. L’emplacement suivant se trouve dans les zones côtières occidentales de l’Amérique du Sud et dans certaines régions d’ Amérique centrale, où il n’est pas souvent mélangé avec de l’or. Le travail du cuivre se développe plus tard en Mésoamérique en raison du manque de cuivre en surface et de l'absence de contact avec les cultures de cuivre au nord ou au sud.
La seule région de la Mésoamérique qui développe le travail du cuivre avant l’arrivée des Espagnols se trouve dans l’ouest du Mexique, dans les États actuels de Jalisco et de Michoacán, principalement dans l’empire Purépecha. La plupart des travaux sur cuivre préhispaniques ont lieu dans les municipalités actuelles de Churumuco (en), La Huacana, Nuevo Urecho (en), Tacámbaro et Turicato, et un pourcentage de cette production est payé en hommage à la capitale, Tzintzuntzan. Il est prouvé qu'au moins une partie de ce cuivre et d'autres minéraux sont extraits de mines à ciel ouvert ou de tunnels. Les Purépecha mettent au point des techniques d’extraction du cuivre de la roche ainsi que des techniques de mise en forme. Le travail du métal est suffisamment avancé pour qu’il soit utilisé à la fois pour des objets utilitaires, ornementaux et religieux. Les Purépecha fabriquent plusieurs objets en métal, notamment des haches, des boîtes, des hameçons, des couteaux, des petites cloches, des colliers, des bracelets et des boucles d'oreilles, Le cuivre est d'abord travaillé à l'aide de marteaux, à froid, mais comme il perd de son élasticité, il est découvert qu'il est nécessaire de le chauffer pour le reconditionner. La création d'objets par moulage n'est pas courante pour le cuivre mais est utilisée pour fabriquer de petits objets délicats tels que des cloches,.

## Période coloniale

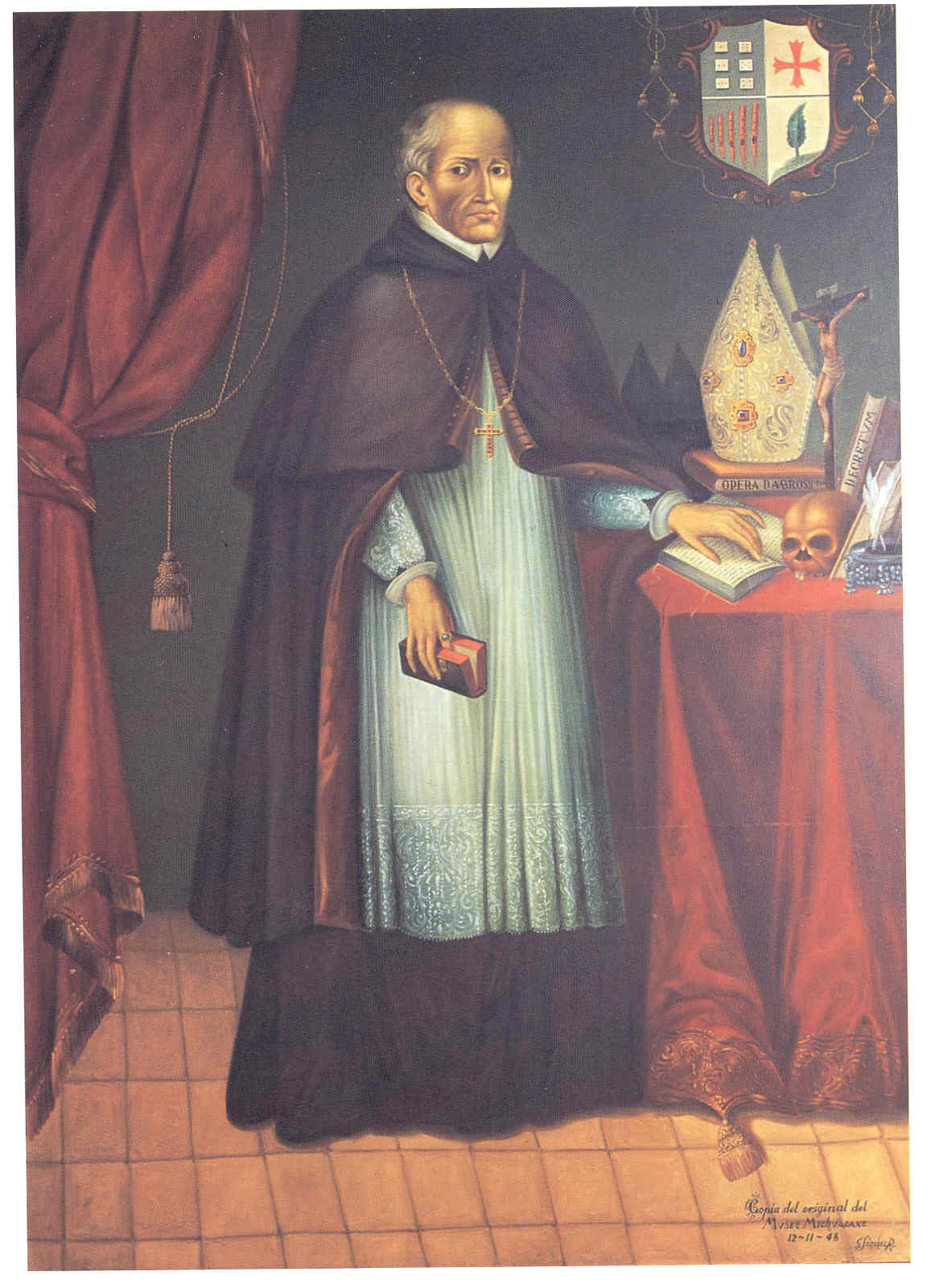
Vasco de Quiroga.

Pendant et après la Conquête, le travail du métal par les indigènes est perturbé. Beaucoup de villages de la région de Pátzcuaro sont abandonnés en grande partie à cause des exactions commises par le conquistador Nuño de Guzmán. Les Espagnols prennent rapidement pris conscience des gisements de cuivre de cette région et de la capacité des autochtones à les exploiter. Comme ils sont nécessaires pour exploiter cette richesse, les Espagnols œuvrent pour les ramener dans la région et les installer dans des communautés sédentaires sous leur contrôle. Vasco de Quiroga amène divers types d'artisans d'Espagne dans la région de Pátzcuaro pour développer l'économie de la région. Santa Clara est fondée par le frère Francisco de Villafuerte et placée sous la protection directe de la Couronne espagnole. Sa fondation est plus tard attribuée à Vasco de Quiroga, probablement en raison de son travail d'instauration de la forge du cuivre. Les Espagnols introduisent les techniques de fonderie européennes et organisent le travail en ateliers familiaux, transmis de génération en génération, et qui restent en vigueur à ce jour. Au cours de la période coloniale, le cuivre est principalement utilisé pour la fabrication d'armes et d'ustensiles de cuisine. On ne sait pas quand Santa Clara commence à se spécialiser dans le travail du cuivre, car une grande partie de ses archives sont perdues en raison de divers incendies au cours de son histoire. Le plus ancien document survivant date de 1748 et note que le travail du métal est bien développé.
Au cours de la période coloniale, l'extraction du cuivre est la plus répandue à Michoacán, poursuivant le développement du métal commencé par les Purépecha. Les principales zones d’extraction comprennent Tlalpujahua, Tzintzutzan, Charo (en), Santa Clara del Cobre et Ozumatlán. Le cuivre travaillé au début de la période coloniale vient de mines dans un rayon de 50 km, et est ensuite purifié dans la ville. À l’origine, c’est à Santa Clara même, mais plus tard, les documents indiquent que le cuivre travaillé provient d’Inguarán et d’Opopeo. La fusion du cuivre dans la région prend fin au milieu du XVIIe siècle, alors que les mines sont abandonnées.
Lorsque l'exploitation minière au Mexique cesse pendant et juste après la guerre d'indépendance du Mexique, le travail du cuivre survit au Michoacán. Son importance diminue et s'estompe au cours de l'histoire tumultueuse du Mexique au XIXe siècle, avec la toute dernière extraction de cuivre se terminant à la fin de ce même siècle. Le Mexique a encore d'importantes réserves de cuivre, principalement sous forme de sulfures, qui ne sont pas exploitées à cause des coûts.

## Le travail du cuivre à Santa Clara aujourd'hui

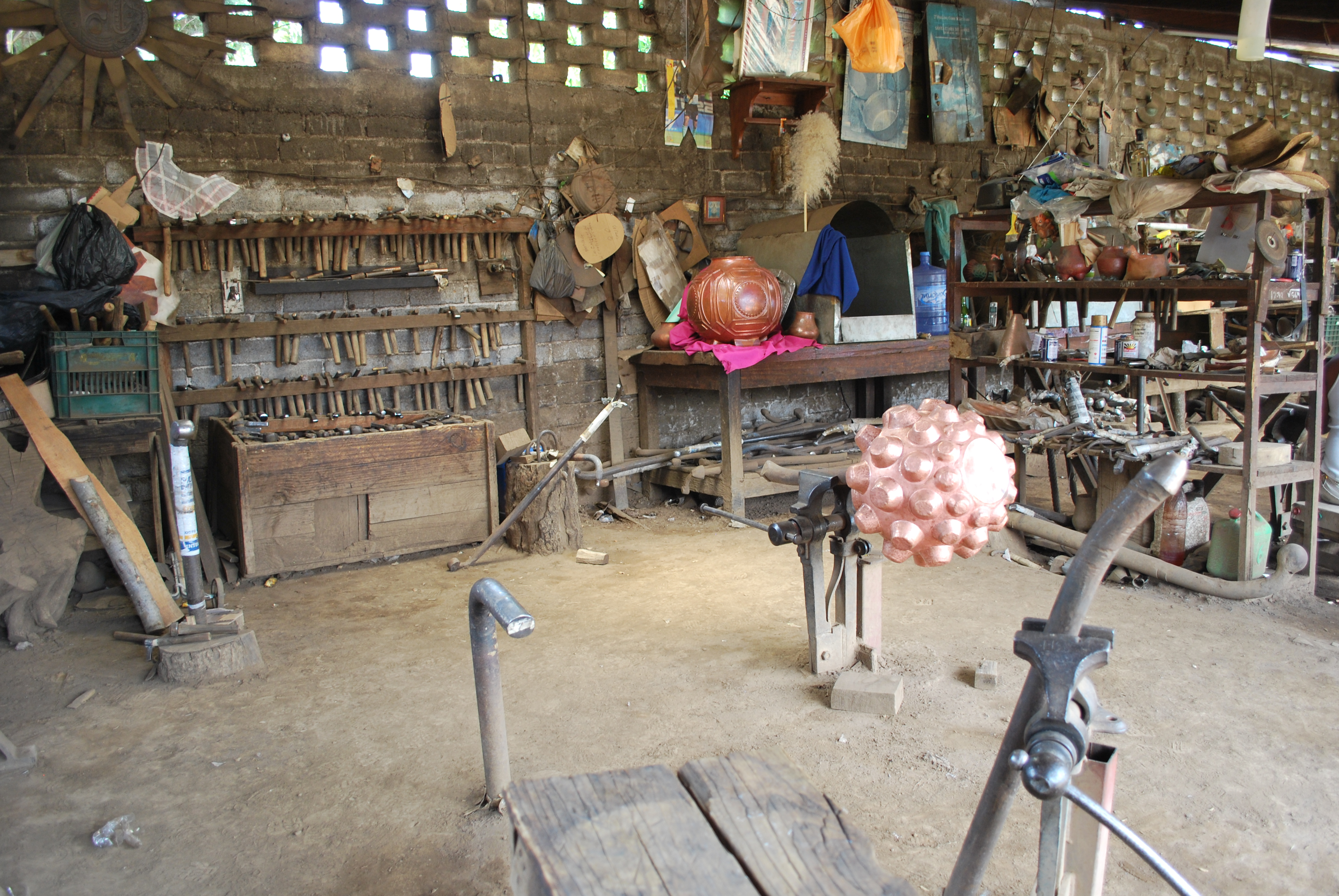
Vue d'un atelier traditionnel à Santa Clara del Cobre.

Santa Clara del Cobre est l'endroit où le cuivre traditionnel utilisé au Mexique survit. Au moins 2 000 forgerons travaillent dans plus de 300 ateliers dans la municipalité. La plupart des ateliers de la ville fonctionnent à peu près comme avant, bénéficiant de diverses exemptions de la législation fédérale du travail et d'allégements fiscaux destinés à préserver le métier. Les ateliers sont toujours indépendants et appartiennent à des familles avec différents membres chargés des différentes tâches telles que la finance, la production et la vente,. Les ateliers sont des zones couvertes de toiles avec peu ou pas de murs. Cela permet une protection contre la pluie mais aussi une ventilation, en particulier autour de la forge. Ces ateliers contiennent une grande variété d'outils, dont beaucoup sont créés par les artisans eux-mêmes.
Après la révolution mexicaine, toutes les activités d'extraction et de fusion résiduelles dans la région ont cessé, ne laissant plus que l'exploitation du cuivre ou des déchets de cuivre déjà extraits. Le cuivre provient de déchets industriels, y compris de vieux moteurs électriques et de câbles, provenant de dépotoirs et de compagnies de téléphone et d’électricité,. Le processus commence par l'élimination des impuretés de la ferraille, puis en plaçant les pièces de cuivre pur au centre de la forge pour qu'elles soient fondues ensemble. Le matériau est recouvert de briquettes de pin pour produire un feu d'une température intense et uniforme. La température est élevée avec l'utilisation d'un soufflet, qui peut toujours être actionné à la main,. Le métal fondu n'est pas coulé dans des moules mais moulé par le lit de cendres entouré de roches. L’utilisation de forges chauffées au bois réduit jusqu’à soixante-dix pour cent les forêts environnantes.

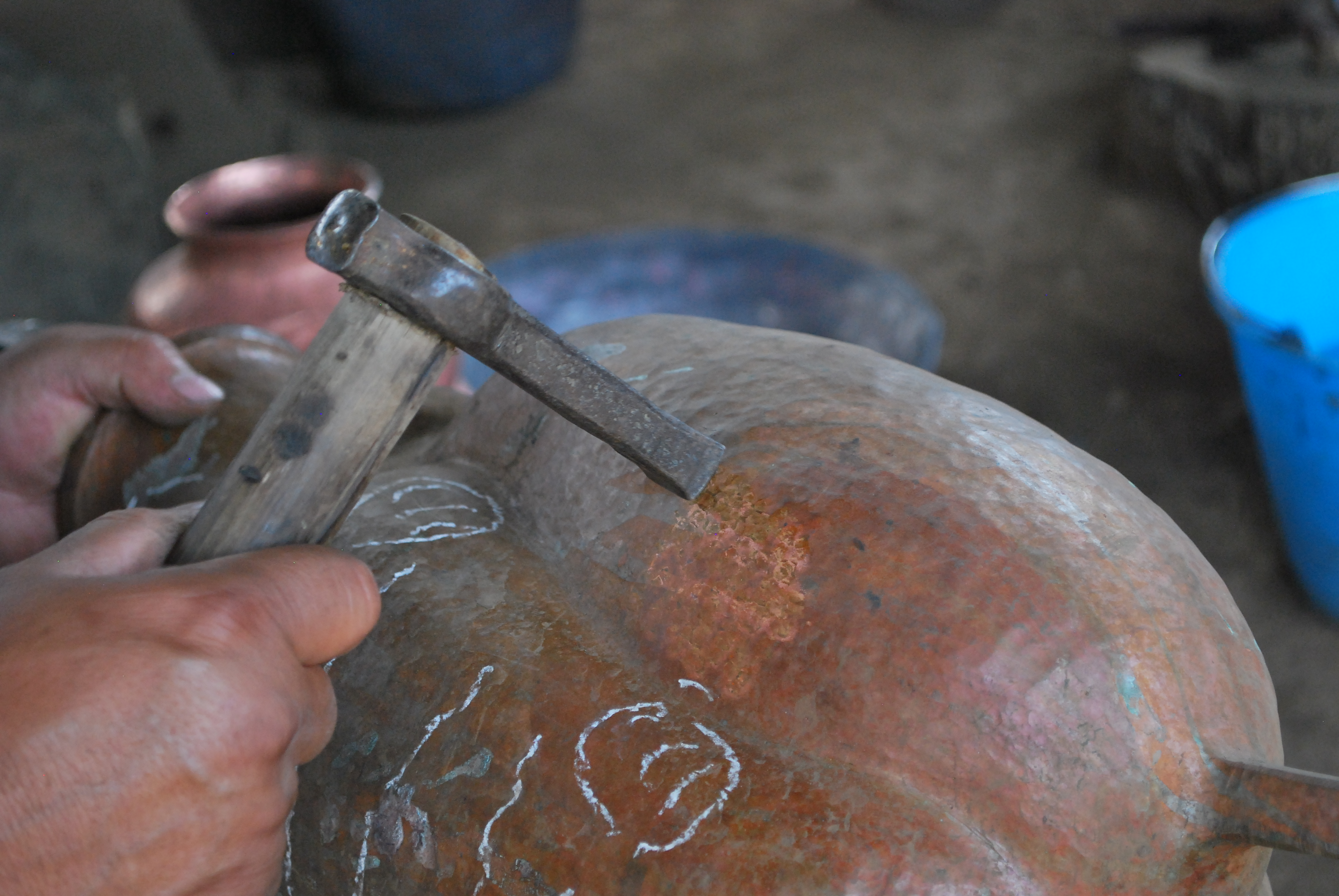
Commencement du processus décoratif d'un vase

La quantité de cuivre nécessaire pour une pièce donnée est soigneusement calculée avant le début des travaux,. Le processus de base consiste à marteler, amincir, façonner, couper, blanchir, polir et décorer, en particulier par gaufrage. Pour commencer le travail, le bloc ou les morceaux sont chauffés au rouge. Le premier tour de martelage consiste généralement à aplatir la pièce en un cercle qui est généralement effectué par un groupe d'hommes brandissant des marteaux. Des marteaux plus petits sont utilisés pour affiner la pièce et pour que les flancs se recourbent pour former un récipient. Le travail doit être précis car il est presque impossible de corriger les erreurs de mise en forme sans recommencer. Cela est particulièrement vrai pour les très petites pièces. Parfois, la forme de base comprend des têtes ou des pieds d’animaux servant de poignées ou de stabilisants pour le pot. De nombreux types d’outils sont utilisés, dont beaucoup sont fabriqués dans le même atelier que les pièces en cuivre. Ils comprennent des ciseaux, des pinces, des paires de ciseaux, des cisailles, des poinçons, des maillets, diverses enclumes et marteaux qui sont utilisés pour façonner et embosser les pièces. Les techniques modernes peuvent réduire de soixante dix pour cent les efforts d’amincissement du métal, mais la plupart des ateliers le font toujours à l’ancienne. Une fois la forme de base obtenue, les travaux de décoration et de finition commencent. Le gaufrage, également appelé repoussé, est un type de décoration de la forme de base d'un vase ou d'une autre pièce. Il consiste à marteler la pièce de l'intérieur pour pousser la forme vers l'extérieur. Une fois cette forme créée, des détails sont ajoutés par burinage et gravure. Cette dernière peut être effectuée avec un acide ou avec un burin. Pour donner aux pièces une brillance supplémentaire, elles sont traitées avec de l'acide sulfurique, du savon, de l'eau et de la laine d'acier.
La plupart du travail consiste à faire des casseroles, des pots, des assiettes, des bocaux, des vases, des cendriers, des cloches, des tasses, des alambics, des braseros et des foyers. Certains bijoux sont fabriqués mais ce n'est pas l'objectif principal. Presque tous les objets sont martelés à partir d’une seule pièce ou d’un seul bloc de cuivre, y compris des détails tels que des poignées et des figures décoratives façonnées avec le corps principal. Cela élimine le besoin de soudure.

## Artisans de cuivre notoires
La famille Punzo Ángel est bien connue à Santa Clara del Cobre pour son travail sur le cuivre. Deux des forgerons les plus actifs de la famille, Abdón et Ignacio, organisent de grands ateliers actifs et forment leurs enfants aux techniques qu'ils ont apprises de leur père. Ils créent principalement des pièces volumineuses aux designs novateurs, souvent détaillés. Ils travaillent également l'argent. Tous deux ont reçu un grand nombre de remerciements et de récompenses pour leur travail,.
Jesús Pérez Ornelas est considéré comme le maître de la gravure et du sgraffite sur cuivre en raison de ses dessins et de la qualité des finitions. Il travaille à l'étranger et passe une grande partie de son temps à enseigner ses techniques de martelage du cuivre. Ses œuvres sont généralement recouvertes de motifs gravés comprenant des frettes, des animaux, des losanges, des fleurs, etc..

## Feria del Cobre
La première Feria del Cobre a lieu à Santa Clara en août 1946, à l’occasion de la fête du saint patron du village, Sainte-Claire. La foire expose des centaines de pièces de cuivre martelé d'environ 250 artisans, des démonstrations de techniques de travail du cuivre et plus encore. L'événement principal est le Concurso Nacional de Cobre Martilado (Concours national du cuivre martelé). Il comprend quatre catégories: les Maestros (maîtres), les Jóvenes (les jeunes), les Nuevos talentos (les nouveaux talents) et les Infantiles (les enfants) avec plus de 84 prix. L'événement attire plus de 6 000 personnes en 2010. La foire a chaque année depuis 1965.